# Herbert Gleiter
Herbert Gleiter (* 13. Oktober 1938 in Stuttgart) ist ein deutscher Physiker und Materialwissenschaftler sowie Träger des Leibnizpreises.

## Leben
Herbert Gleiter studierte als Stipendiat der Studienstiftung des deutschen Volkes Maschinenbau und Physik an der Universität Stuttgart. Sein Studium schloss er 1965 als Diplom-Ingenieur und 1966 mit der Promotion in Physik ab. Seine Dissertation schrieb er über Die Wechselwirkung von Versetzungen mit kohärenten, verspannten, ungeordneten und geordneten Teilchen. Danach war er an der Universität Göttingen tätig und erhielt verschiedene Professuren, zunächst an der Universität Bochum, der Harvard University und am MIT.
1973 bis 1994 war er an der Universität des Saarlandes Inhaber des Lehrstuhls für Materialwissenschaften. Er forschte in Israel, in den Bell Laboratories, an der University of Wisconsin, der Monash University, der Universität Tōhoku, der Beijing University und der University of New South Wales.
Ab 1994 gehörte er mit der Zuständigkeit für Grundlagenforschung und neue Technologien dem Vorstand des Forschungszentrums Karlsruhe an. 1998 bis 2004 war er geschäftsführender Direktor des neu gegründeten Instituts für Nanotechnologie des Forschungszentrums Karlsruhe.
2007 bis 2012 war er Mitglied des Präsidiums der Deutschen Akademie der Naturforscher Leopoldina – Nationale Akademie der Wissenschaften, die ihm 2015 die Cothenius-Medaille verlieh. 2014 wurde er in die Academia Europaea gewählt.
Die Liaoning Academy of Materials (China) berief ihn 2023 als Direktor des neu gegründeten Herbert Gleiter International Research Institute (HGII). Gleichzeitig erhielt er den Status eines Mitglieds der Liaoning Academy of Materials und der Chinese Academy of Sciences.

## Bedeutung
Herbert Gleiter legte als Materialwissenschaftler Grundlagen für die moderne Nanotechnologie. Bereits 1981 äußerte er die Vision, dass bei einer Verkleinerung der Korngrößen in kristallinen Stoffen die Grenzflächen zunehmend für die Materialeigenschaften entscheidend werden. 1982 bezeichnete er diese neue Materialklasse als nanokristallin.
Herbert Gleiter wird aufgrund seiner grundlegenden Arbeiten auf dem Gebiet der Nanomaterialien heute oftmals als einer der Begründer der Nanotechnologie bezeichnet.
Bis Anfang Oktober 2021 hatte Gleiter laut der Datenbank Scopus 352 wissenschaftliche Arbeiten publiziert; sein Scopus-h-Index zu diesem Zeitpunkt lag bei 75.

## Ehrungen
Gleiter wurde 1989 mit dem Leibniz-Forschungspreis der DFG und 1992 mit dem Saarländischen Verdienstorden ausgezeichnet. Darüber hinaus wurde ihm der Vinci of Excellence Award der Hennessy-Vuitton-Stiftung, der Max-Planck-Forschungspreis (1993, gemeinsam mit Dieter Wolf, Argonne National Laboratory), 1995 die Goldmedaille der Federation of European Materials Societies (FEMS), 1998 die Heyn-Denkmünze der Deutschen Gesellschaft für Materialkunde DGM, 2000 und 2006 die Heisenberg und Humboldt-Medaille der Humboldt-Stiftung, 2007 die Goldmedaille von Acta Materialia und 2009 der Robert-Franklin-Mehl-Preis der The Minerals, Metals & Materials Society (TMS) verliehen. 2008 erhielt er den Von Hippel Award der Materials Research Society, 2009 die Blaise-Pascal-Medaille der European Academy of Sciences und 2012 den Edward DeMille Cambell Preis der American Society for Metals (ASM), 2018 die Jan Czochralski Medal der European Materials Research Society. 2019 erhielt er den International Association of Advanced Materials Award.
Er ist Mitglied der American Academy of Arts and Sciences, der Deutschen Akademie der Naturforscher Leopoldina (seit 1998), der amerikanischen National Academy of Engineering, der Indian National Academy, European Academy of Sciences und seit 2023 der Chinese Academy of Sciences. Die Universitäten Darmstadt, Münster und die ETH Zürich haben ihm die Ehrendoktorwürde verliehen.